# Laurac
Ne doit pas être confondu avec Laurac-en-Vivarais.
Laurac  est une commune française située dans le Nord-Ouest du département de l'Aude, en région Occitanie. Elle est la capitale du Lauragais jusqu'au XIVe siècle.
Sur le plan historique et culturel, la commune fait partie du Lauragais, l'ancien « Pays de Cocagne », lié à la fois à la culture du pastel et à l’abondance des productions, et de « grenier à blé du Languedoc ». Exposée à un climat méditerranéen, elle est drainée par l'Hers-Mort, le ruisseau de Mairevieille, le ruisseau de Rivaillère, le ruisseau des Canonges et par divers autres petits cours d'eau. La commune possède un patrimoine naturel remarquable : un site Natura 2000 (le « piège et collines du Lauragais ») et deux zones naturelles d'intérêt écologique, faunistique et floristique.
Laurac est une commune rurale qui compte 180 habitants en 2022, après avoir connu un pic de population de 732 habitants en 1851. Elle fait partie de l'aire d'attraction de Castelnaudary. Ses habitants sont appelés les Lauracois ou  Lauracoises.
Le patrimoine architectural de la commune comprend un immeuble protégé au titre des monuments historiques : l'église Saint-Laurent, inscrite en 1948.

## Géographie
Le village, établi sur une petite colline, est un castrum médiéval dont les ruelles entourent le sommet sur lequel se situe l'église fortifiée édifiée à proximité de l'ancien château qui a donné son nom au Lauragais. Il se situe sur un relief surplombant la plaine du Lauragais et est inscrit à l'inventaire des sites pittoresques de l'Aude depuis le 26 avril 1946. Laurac est située à 10 km de Fanjeaux, à 12 km de Castelnaudary, à 24 km de Belpech et à 25 km de Mirepoix en Pays Lauragais.

### Communes limitrophes
Les communes limitrophes sont  Fonters-du-Razès, Generville, La Cassaigne, Laurabuc, Mireval-Lauragais et Villasavary.
|                  | Mireval-Lauragais | Laurabuc    |
| Fonters-du-Razès | Laurac            | Villasavary |
| Generville       | La Cassaigne      |             |

### Hydrographie
La commune est pour partie dans le bassin de la Garonne, au sein de la circonscription administrative de bassin Adour-Garonne, et pour partie dans la région hydrographique « Côtiers méditerranéens », au sein du bassin hydrographique Rhône-Méditerranée-Corse. Elle est drainée par l'Hers Mort, le ruisseau de Mairevieille, le ruisseau de Rivaillère, le ruisseau des Canonges, le ruisseau de Bitrac, le ruisseau de la Peyrote, le ruisseau de Lauzil, le ruisseau de Malassan, le ruisseau de Releytou et le ruisseau de Saint-Jean de Laval, qui constituent un réseau hydrographique de 16 km de longueur totale,.
L'Hers-Mort, d'une longueur totale de 89,3 km, prend sa source dans la commune et s'écoule du sud-est vers le nord-ouest. Il traverse la commune et se jette dans la Garonne à Grenade, après avoir traversé 40 communes.

### Climat
Pour des articles plus généraux, voir Climat de l'Occitanie et Climat de l'Aude.
En 2010, le climat de la commune est de type climat du Bassin du Sud-Ouest, selon une étude s'appuyant sur une série de données couvrant la période 1971-2000. En 2020, Météo-France publie une typologie des climats de la France métropolitaine dans laquelle la commune est exposée à un climat océanique altéré et est dans la région climatique Aquitaine, Gascogne, caractérisée par une pluviométrie abondante au printemps, modérée en automne, un faible ensoleillement au printemps, un été chaud (19,5 °C), des vents faibles, des brouillards fréquents en automne et en hiver et des orages fréquents en été (15 à 20 jours).
Pour la période 1971-2000, la température annuelle moyenne est de 13,1 °C, avec une amplitude thermique annuelle de 15,8 °C. Le cumul annuel moyen de précipitations est de 779 mm, avec 9,8 jours de précipitations en janvier et 5,5 jours en juillet. Pour la période 1991-2020, la température moyenne annuelle observée sur la station météorologique la plus proche, située sur la commune de Fanjeaux à 7 km à vol d'oiseau, est de 14,3 °C et le cumul annuel moyen de précipitations est de 625,0 mm,. Pour l'avenir, les paramètres climatiques de la commune estimés pour 2050 selon différents scénarios d'émission de gaz à effet de serre sont consultables sur un site dédié publié par Météo-France en novembre 2022.

### Milieux naturels et biodiversité

#### Réseau Natura 2000

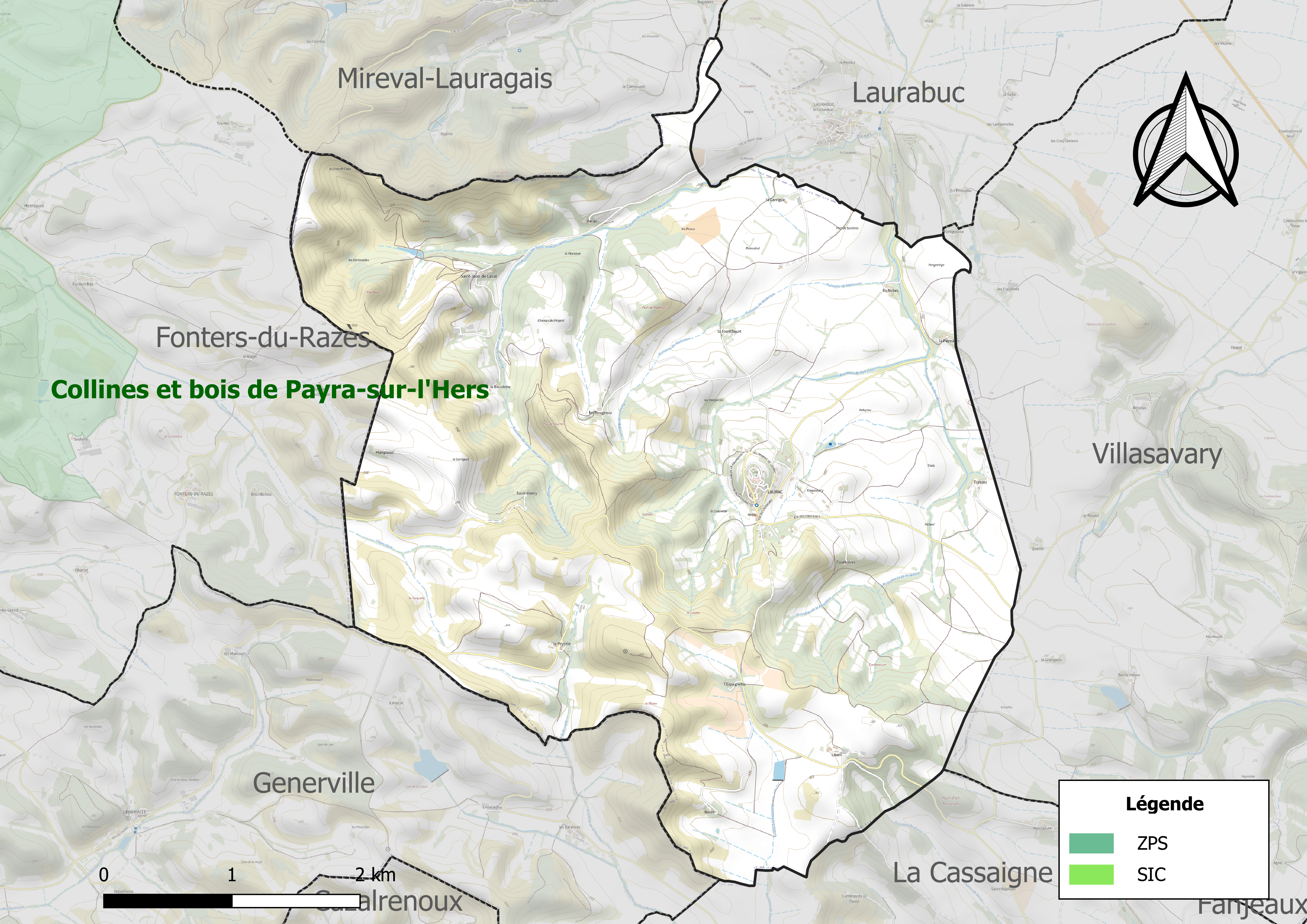
Sites Natura 2000 sur le territoire communal.

Le réseau Natura 2000 est un réseau écologique européen de sites naturels d'intérêt écologique élaboré à partir des directives habitats et oiseaux, constitué de zones spéciales de conservation (ZSC) et de zones de protection spéciale (ZPS). Un site Natura 2000 a été défini sur la commune au titre  de la directive oiseaux : le « piège et collines du Lauragais », d'une superficie de 31 216 ha, ayant une position de transition entre la Montagne noire et les premiers contreforts pyrénéens et on y voir donc régulièrement des espèces à grand domaine vital soit en chasse, soit à la recherche soit de sites de nidification : le Vautour fauve, l'Aigle royal, le Faucon pèlerin sont ainsi plus ou moins régulièrement observés sur le territoire concerné.

#### Zones naturelles d'intérêt écologique, faunistique et floristique

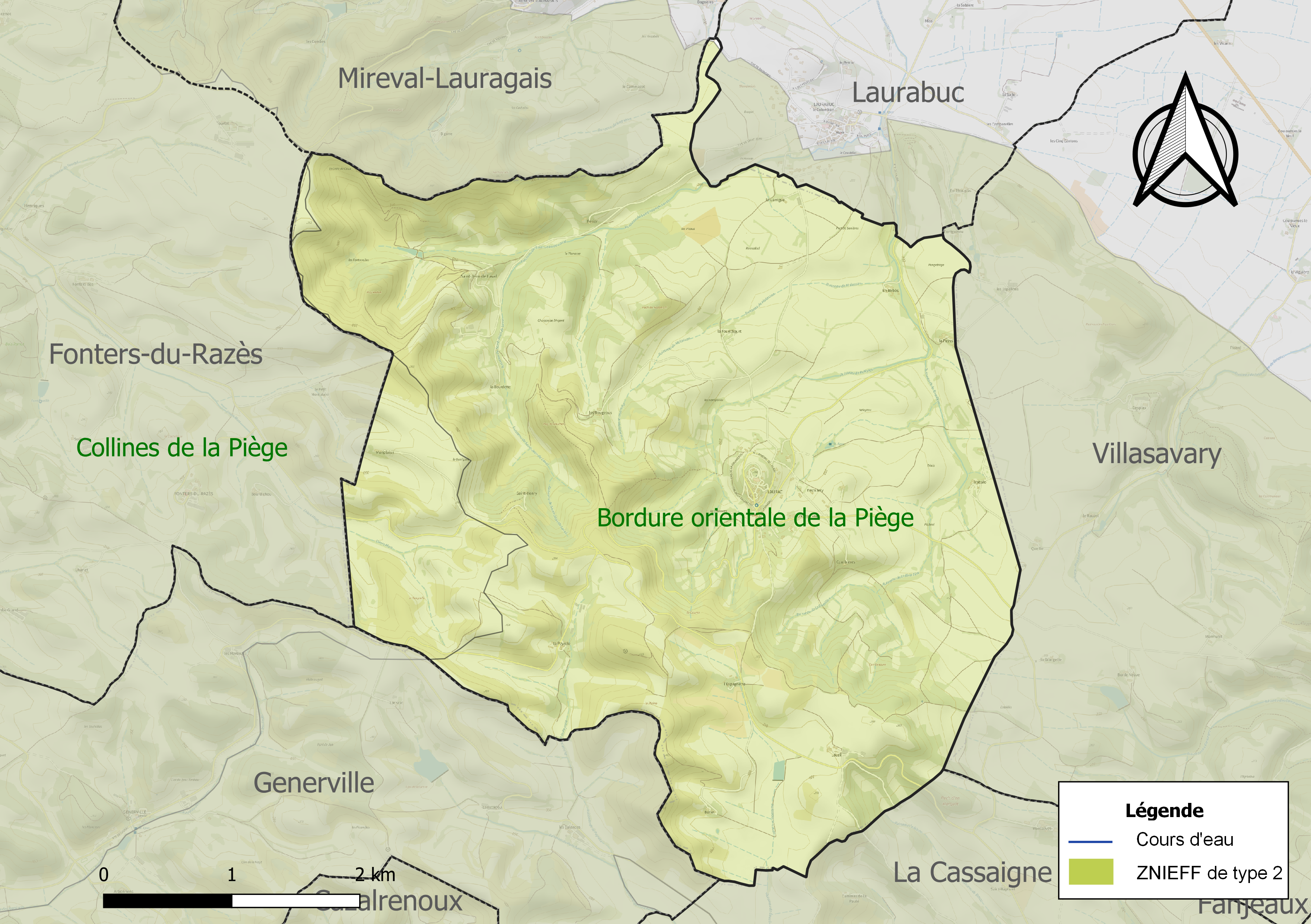
Carte des ZNIEFF de type 2 localisées sur la commune.

L’inventaire des zones naturelles d'intérêt écologique, faunistique et floristique (ZNIEFF) a pour objectif de réaliser une couverture des zones les plus intéressantes sur le plan écologique, essentiellement dans la perspective d’améliorer la connaissance du patrimoine naturel national et de fournir aux différents décideurs un outil d’aide à la prise en compte de l’environnement dans l’aménagement du territoire.
Deux ZNIEFF de type 2 sont recensées sur la commune :
- la « bordure orientale de la Piège » (11 102 ha), couvrant 22 communes du département[17] ;
- les « collines de la Piège » (27 918 ha), couvrant 40 communes dont 38 dans l'Aude et 2 dans la Haute-Garonne[18].

## Urbanisme

### Typologie
Au 1er janvier 2024, Laurac est catégorisée commune rurale à habitat dispersé, selon la nouvelle grille communale de densité à 7 niveaux définie par l'Insee en 2022.
Elle est située hors unité urbaine. Par ailleurs la commune fait partie de l'aire d'attraction de Castelnaudary, dont elle est une commune de la couronne,. Cette aire, qui regroupe 34 communes, est catégorisée dans les aires de moins de 50 000 habitants,.

### Occupation des sols
L'occupation des sols de la commune, telle qu'elle ressort de la base de données européenne d’occupation biophysique des sols Corine Land Cover (CLC), est marquée par l'importance des territoires agricoles (70,9 % en 2018), en diminution par rapport à 1990 (72,7 %). La répartition détaillée en 2018 est la suivante :  zones agricoles hétérogènes (66,6 %), milieux à végétation arbustive et/ou herbacée (26,3 %), terres arables (4,2 %), forêts (2,8 %). L'évolution de l’occupation des sols de la commune et de ses infrastructures peut être observée sur les différentes représentations cartographiques du territoire : la carte de Cassini (XVIIIe siècle), la carte d'état-major (1820-1866) et les cartes ou photos aériennes de l'IGN pour la période actuelle (1950 à aujourd'hui).

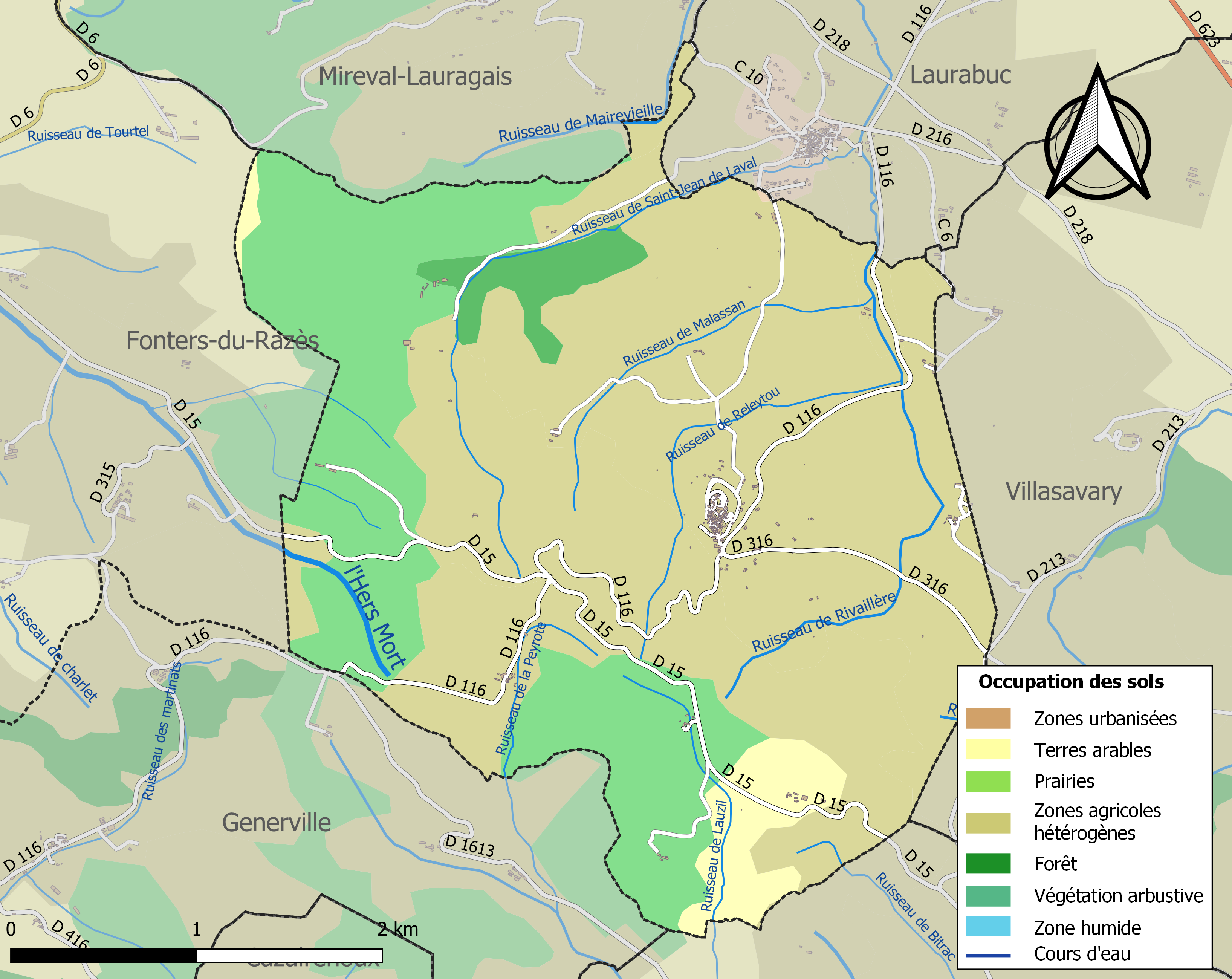
Carte des infrastructures et de l'occupation des sols de la commune en 2018 (CLC).

### Risques majeurs
Le territoire de la commune de Laurac est vulnérable à différents aléas naturels : météorologiques (tempête, orage, neige, grand froid, canicule ou sécheresse) et séisme (sismicité très faible). Un site publié par le BRGM permet d'évaluer simplement et rapidement les risques d'un bien localisé soit par son adresse soit par le numéro de sa parcelle.

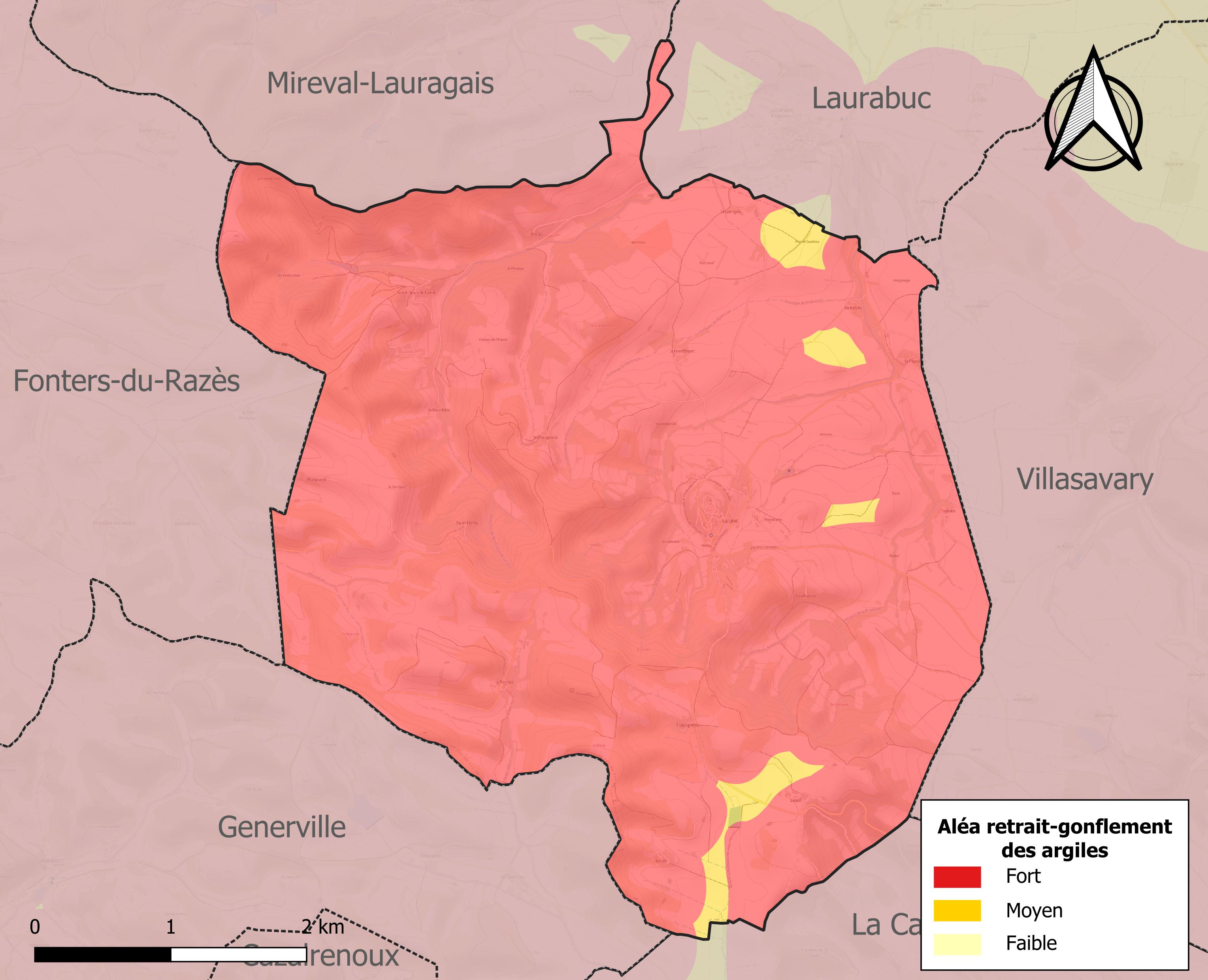
Carte des zones d'aléa retrait-gonflement des sols argileux de Laurac.

Le retrait-gonflement des sols argileux est susceptible d'engendrer des dommages importants aux bâtiments en cas d’alternance de périodes de sécheresse et de pluie. La totalité de la commune est en aléa moyen ou fort (75,2 % au niveau départemental et 48,5 % au niveau national). Sur les 128 bâtiments dénombrés sur la commune en 2019, 128 sont en aléa moyen ou fort, soit 100 %, à comparer aux 94 % au niveau départemental et 54 % au niveau national. Une cartographie de l'exposition du territoire national au retrait gonflement des sols argileux est disponible sur le site du BRGM,.

## Toponymie
La carte de Cassini mentionne « Laurac le grand », cependant, administrativement parlant, le village s'appelle toujours Laurac. Ce nom est peut-être utilisé pour le différencier de Laurac-en-Vivarais en Ardèche.

## Histoire
Autrefois fortifié et doté de chevaliers, il a donné son nom au Lauragais. C'était une ancienne forteresse, datant du VIIIe siècle dont les seuls restes sont la porte Saliége et quelques bouts de remparts.
Pendant longtemps le château appartient aux vicomtes de Carcassonne. Puis il appartient à Guillaume IV de Toulouse qui, en 1071, les donna en fief au comte de Barcelone. En 1179, le roi d'Aragon donne à Roger II de Béziers le château de Laurac et le Lauragais. Mais en 1211, Simon de Montfort s'empare du château de Laurac.
En 1213, le comte Raymond VI de Toulouse remet entre les mains du roi le château de Laurac. De 1226 à 1238, Bernard-Othon est seigneur de Laurac. En 1233, il construit de nouveaux murs d'enceinte et agrandit les fortifications. Le Lauragais est alors érigé en comté en 1478 et donné en échange à Bertrand de La Tour. Catherine de Médicis devient comtesse du Lauragais. Après le XIVe siècle, la capitale du Lauragais se déplace vers Castelnaudary et Saint-Papoul qui ont plus d'influences.
Comme dans beaucoup d'autres villages français, on constate que les symboles de la royauté (fleur de lys notamment) qui ornaient les édifices et les registres administratifs ont été détruits lors de la Révolution.

## Politique et administration
| Période                                  | Période  | Identité           | Étiquette | Qualité |
| ---------------------------------------- | -------- | ------------------ | --------- | ------- |
| mars 2001                                | 2020     | Serge Grilleres    | PS        |         |
| 2020                                     | En cours | Yolande Steenkeste |           |         |
| Les données manquantes sont à compléter. |          |                    |           |         |

## Démographie
L'évolution du nombre d'habitants est connue à travers les recensements de la population effectués dans la commune depuis 1793. Pour les communes de moins de 10 000 habitants, une enquête de recensement portant sur toute la population est réalisée tous les cinq ans, les populations de référence des années intermédiaires étant quant à elles estimées par interpolation ou extrapolation. Pour la commune, le premier recensement exhaustif entrant dans le cadre du nouveau dispositif a été réalisé en 2004.

En 2022, la commune comptait 180 habitants, en évolution de +4,65 % par rapport à 2016 (Aude : +2,65 %, France hors Mayotte : +2,11 %).
| 1793 | 1800 | 1806 | 1821 | 1831 | 1836 | 1841 | 1846 | 1851 |
| ---- | ---- | ---- | ---- | ---- | ---- | ---- | ---- | ---- |
| 585  | 522  | 622  | 511  | 583  | 591  | 604  | 603  | 732  |

| 1856 | 1861 | 1866 | 1872 | 1876 | 1881 | 1886 | 1891 | 1896 |
| ---- | ---- | ---- | ---- | ---- | ---- | ---- | ---- | ---- |
| 570  | 540  | 495  | 473  | 459  | 456  | 483  | 466  | 442  |

| 1901 | 1906 | 1911 | 1921 | 1926 | 1931 | 1936 | 1946 | 1954 |
| ---- | ---- | ---- | ---- | ---- | ---- | ---- | ---- | ---- |
| 414  | 389  | 375  | 296  | 300  | 284  | 275  | 260  | 225  |

| 1962 | 1968 | 1975 | 1982 | 1990 | 1999 | 2004 | 2006 | 2009 |
| ---- | ---- | ---- | ---- | ---- | ---- | ---- | ---- | ---- |
| 183  | 153  | 123  | 118  | 140  | 124  | 145  | 150  | 176  |

| 2014 | 2019 | 2022 | - | - | - | - | - | - |
| ---- | ---- | ---- | - | - | - | - | - | - |
| 172  | 180  | 180  | - | - | - | - | - | - |

| selon la population municipale des années : | 1968 | 1975 | 1982 | 1990 | 1999 | 2006 | 2009 | 2013 |
| Rang de la commune dans le département      | 256  | 272  | 245  | 261  | 275  | 263  | 246  | 248  |
| Nombre de communes du département           | 439  | 436  | 435  | 437  | 438  | 438  | 438  | 438  |

## Économie

### Revenus
En 2018  (données Insee publiées en septembre 2021), la commune compte 77 ménages fiscaux, regroupant 170 personnes. La médiane du revenu disponible par unité de consommation est de 20 160 € (19 240 € dans le département).

### Emploi
| Division       | 2008   | 2013   | 2018   |
| -------------- | ------ | ------ | ------ |
| Commune        | 7,5 %  | 10,3 % | 7 %    |
| Département    | 10,2 % | 12,8 % | 12,6 % |
| France entière | 8,3 %  | 10 %   | 10 %   |

En 2018, la population âgée de 15 à 64 ans s'élève à 113 personnes, parmi lesquelles on compte 65,2 % d'actifs (58,3 % ayant un emploi et 7 % de chômeurs) et 34,8 % d'inactifs,. Depuis 2008, le taux de chômage communal (au sens du recensement) des 15-64 ans est inférieur à celui de la France et du département.
La commune fait partie de la couronne de l'aire d'attraction de Castelnaudary, du fait qu'au moins 15 % des actifs travaillent dans le pôle,. Elle compte 15 emplois en 2018, contre 21 en 2013 et 19 en 2008. Le nombre d'actifs ayant un emploi résidant dans la commune est de 67, soit un indicateur de concentration d'emploi de 22,2 % et un taux d'activité parmi les 15 ans ou plus de 48,7 %.
Sur ces 67 actifs de 15 ans ou plus ayant un emploi, 12 travaillent dans la commune, soit 18 % des habitants. Pour se rendre au travail, 79,4 % des habitants utilisent un véhicule personnel ou de fonction à quatre roues, 7,4 % les transports en commun, 2,9 % s'y rendent en deux-roues, à vélo ou à pied et 10,3 % n'ont pas besoin de transport (travail au domicile).

### Activités hors agriculture
Neuf établissements sont implantés  à Laurac au 31 décembre 2019. Le secteur de l'administration publique, l'enseignement, la santé humaine et l'action sociale est prépondérant sur la commune puisqu'il représente 22,2 % du nombre total d'établissements de la commune (2 sur les 9 entreprises implantées  à Laurac), contre 13,2 % au niveau départemental.

### Agriculture
La commune est dans le Razès, une petite région agricole occupant l'ouest du département de l'Aude, également dénommée localement « Volvestre et Razès ». En 2020, l'orientation technico-économique de l'agriculture  sur la commune est la polyculture et/ou le polyélevage.
|               | 1988 | 2000 | 2010 | 2020 |
| ------------- | ---- | ---- | ---- | ---- |
| Exploitations | 15   | 11   | 11   | 13   |
| SAU (ha)      | 535  | 527  | 776  | 909  |

Le nombre d'exploitations agricoles en activité et ayant leur siège dans la commune est passé de 15 lors du recensement agricole de 1988  à 11 en 2000 puis à 11 en 2010 et enfin à 13 en 2020, soit une baisse de 13 % en 32 ans. Le même mouvement est observé à l'échelle du département qui a perdu pendant cette période 60 % de ses exploitations,. La surface agricole utilisée sur la commune a quant à elle augmenté, passant de 535 ha en 1988 à 909 ha en 2020Parallèlement la surface agricole utilisée moyenne par exploitation a augmenté, passant de 36 à 70 ha.

## Vie locale

### Enseignement
Laurac fait partie de l'académie de Montpellier.

### Culture et festivité
Association Sort Loisir Culture.

### Activités sportives
Chasse, pétanque, randonnée pédestre,

### Écologie et recyclage
Laurac a subi un réaménagement foncier agricole et forestier important dans les années 2020.
La collecte et le traitement des déchets des ménages et des déchets assimilés ainsi que la protection et la mise en valeur de l'environnement se font dans le cadre du SMICTOM (Syndicat mixte intercommunal de collecte et de traitement des ordures ménagères).

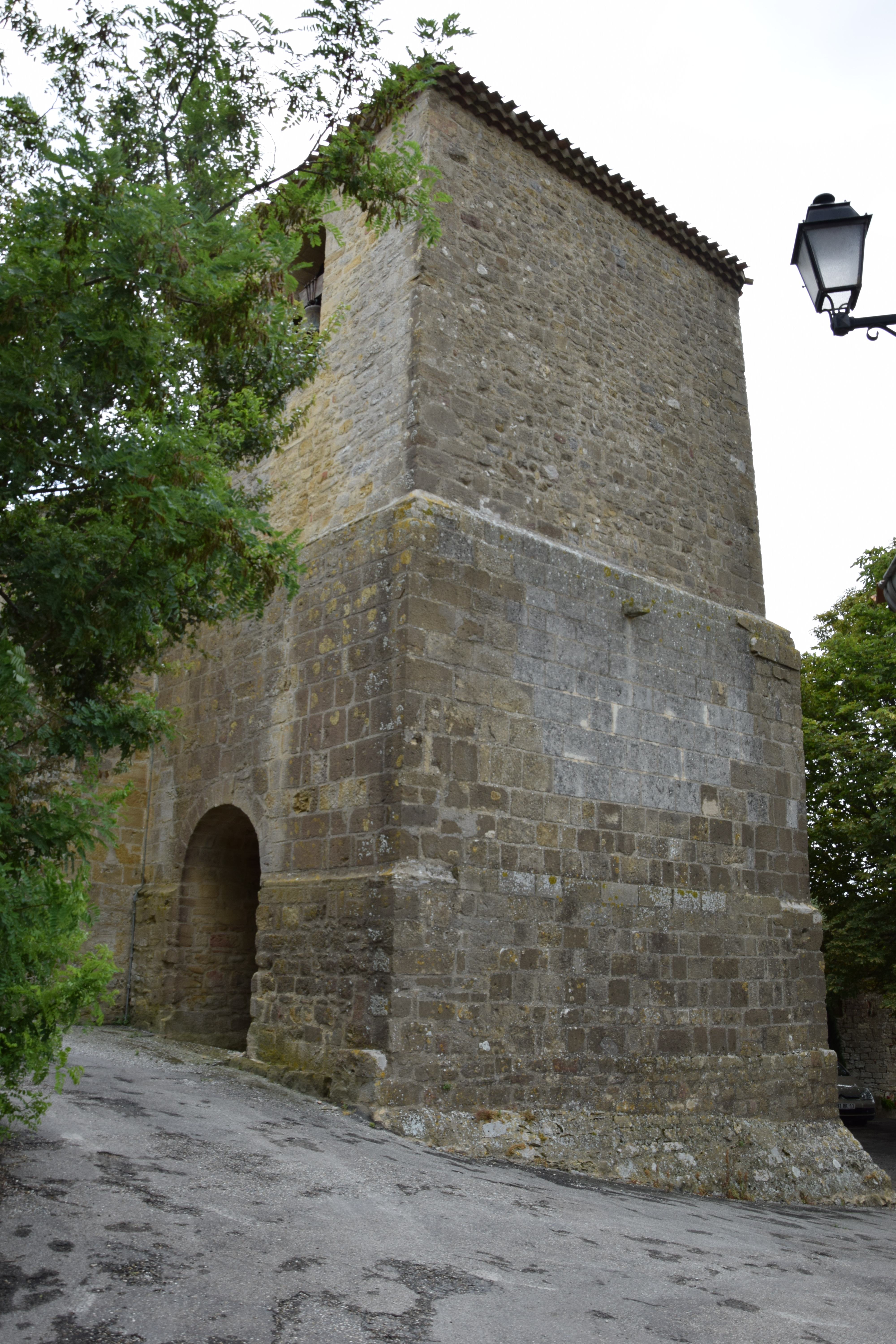
Église Saint-Laurent de Laura.

## Culture locale et patrimoine

### Lieux et monuments
- Restes de remparts de l'enceinte médiévale.
- Église castrale Saint-Laurent. L'église (à l'exception de la chapelle Sud, de la partie reconstruite du mur Sud et de l'étage supérieur du clocher) a été inscrit au titre des monuments historiques en 1948[43]. L'église date du XIIIe siècle possédant un arc triomphal roman, des sculptures datant de la Renaissance, un maître-autel en marbre, un chemin de croix et un tableau bois sculpté. Sur son porche est sculpté les armoiries sur le frontispice du portail d'entrée dont l'arbre de l'écusson est un laurier, emblème de la gloire et du succès. L'église de Laurac, si elle est encore en travaux est caractérisée par son porche, qui lorsqu'on le traverse du regard, laisse entrevoir à mi-vision le Christ sur sa croix, ce qui représente une scène remarquable. En effet, regarder au travers du porche permet de voir la lumière jusqu'au lointain, et en plein milieu de cette clarté qui jaillit de l'ombre, apparaît le Christ.
- Porte Saliège du VIIIe siècle gardait l'entrée du village. Elle était constituée par des panneaux de bois épais garnis de plaques de fer.
- Mur dit de Blanche de Laurac (Blanche de Paracols) parfaite de la région, témoignage du catharisme.
- Malemort est l'emplacement de trois gibets du XIe siècle et témoin du massacre de la Saint-Barthélemy.
- Le village est inscrit au titre des sites naturels depuis 1946[44].

### Personnalités liées à la commune
- Bernard-Othon de Niort (1201-1245), petit-fils de Blanche de Laurac, seigneur de Laurac.
- Aimery de Montréal (?-1211), seigneur de Laurac.
- Catherine de Médicis (1519-1589), comtesse du Lauragais.
- Pierre Poussines (1609-1686), jésuite, né à Laurac.

### Héraldique
| Blason de Laurac | Blason  | D'argent aux deux pointes de sable posées en chevron. |
| Blason de Laurac | Détails | Le statut officiel du blason reste à déterminer.      |

### Galerie

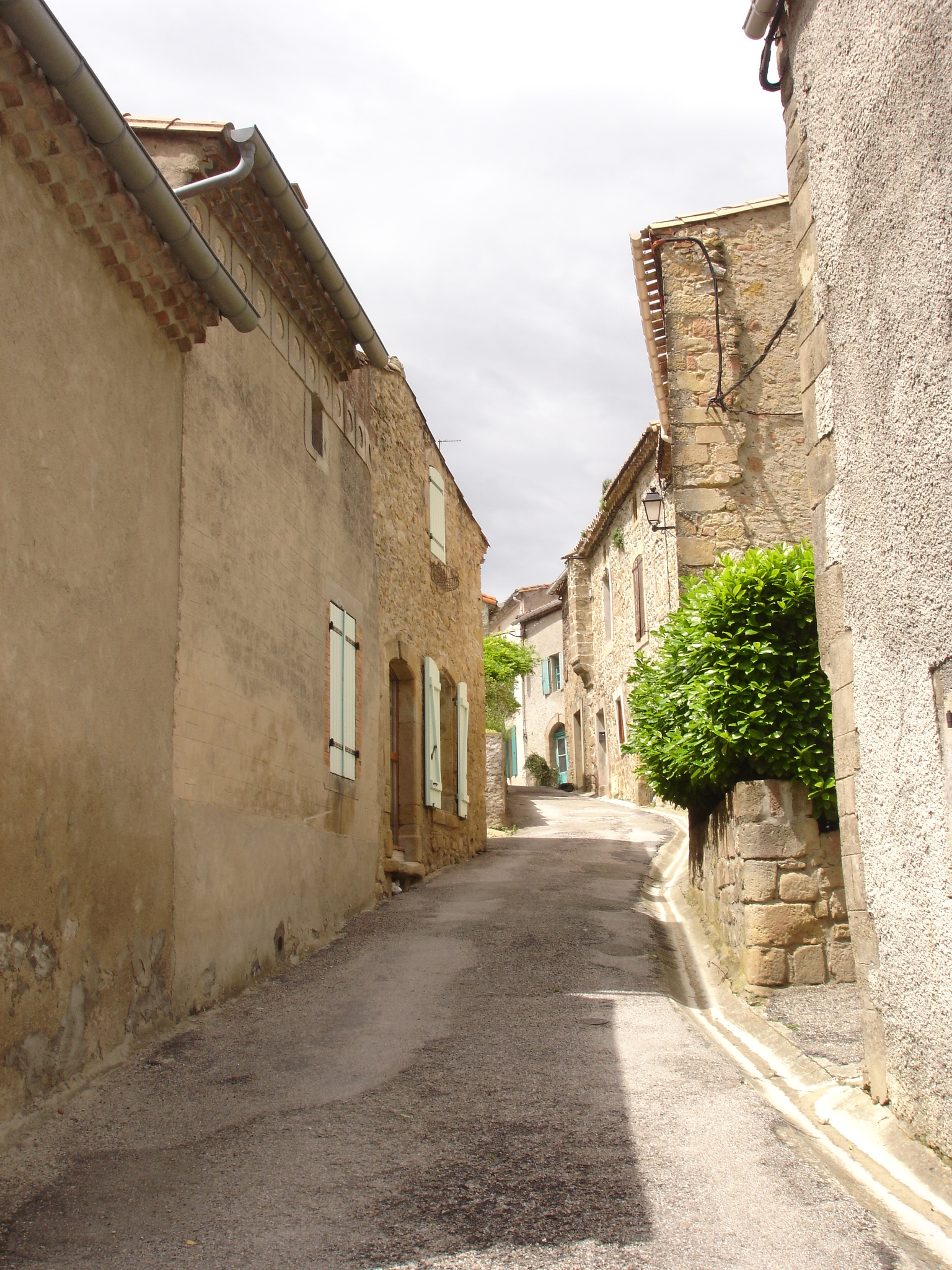
Rue principale de Laurac.
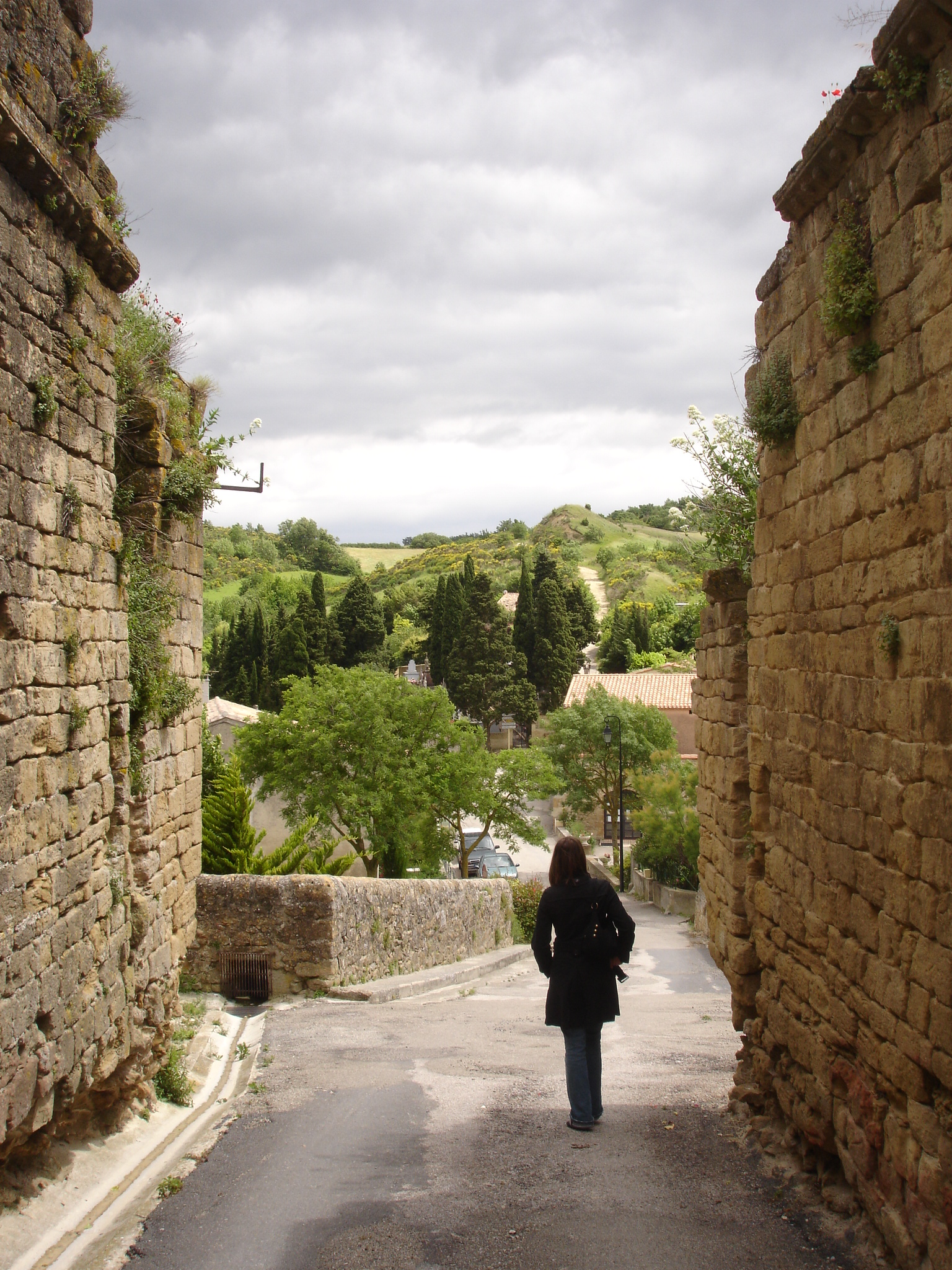
Porte principale des remparts médiévaux.

## Pour approfondir